# ハンターストン原子力発電所
ハンターストン原子力発電所(英語: Hunterston nuclear power station)は、イギリス、スコットランドのエアシャー、ハンターストンに所在する原子力発電所。ラーグス南方約9km、ウエスト・キルブライド北東約4kmの位置にある。
ハンターストンは同地に設置されるA原発とB原発の2つからなり、A原発は現在廃炉中、B原発は運転中である。

## A原発

### 経緯
発電所はゼネラル・エレクトリック・カンパニー (GEC) とサイモン・カーブスのコンソーシアムにより1957年に建設が開始され、1964年9月22日にエリザベス皇太后の手で開所が行われた。
ハンターストンAには電気出力180MWeのマグノックス炉が2基設置された。原子炉はGECが供給し、タービンはパーソンズが製造した。建設はモーレムなどが請け負った。
マグノックス炉は減速材にグラファイト、燃料に天然ウランを使用し、二酸化炭素ガスで冷却される。それぞれの原子炉は3,000以上の燃料チャネルからなり、鋼鉄製の原子炉圧力容器に納められている。それぞれの原子炉の周辺には蒸気発生器が8基設けられていた。建屋の大部分はガラス製で、外部気象から原子炉を保護する程度であった。6基の60MW発電機は隣接するタービン建屋に置かれていた。
ハンターストンA原発は、原子炉下部から燃料交換ができるよう、炉心が高さ10メートル以上の高所に設けられているという特徴的な設計になっていた。マグノックス炉は反応余裕度が小さいため運転中に頻繁に燃料交換をする必要があるが、この設計こよって、使用済み燃料の交換は上部の燃料交換機で運転中の炉心からを吊り上げるのではなく、重力により下方に取り卸すだけでできるようになった。後に、設計時に想定していた炉心温度では鉄製部品の腐食が進んで原子炉の寿命が短くなる恐れがあることから、原子炉の寿命を確保するために出力が150MWeに減らされた。
ハンターストンA原発は、国営電力の南スコットランド電力局がスコティッシュ・パワーとスコッティッシュ・ニュークリアに分割民営化される直前の1990年に運転中止が決定され、2号炉は1989年12月31日に、1号炉は1990年3月31日に運転が停止された。

### 所有権
建設から1990年の停止まで、南スコットランド電力局が所有・運用していた。スコットランドの電力事業民営化により、ハンターストン原発の所有権は原子力発電事業を担うスコッティッシュ・ニュークリアに移動した。1996年には原子力産業民営化により、発電所の所有権は国有のマグノックス・エレクトリックに移転した。2005年4月に原子力廃止措置機関 (NDA) が設立されると所有権がNDAに移った。現在はNDAからの委託に基づきマグノックスが管理している。

## B原発

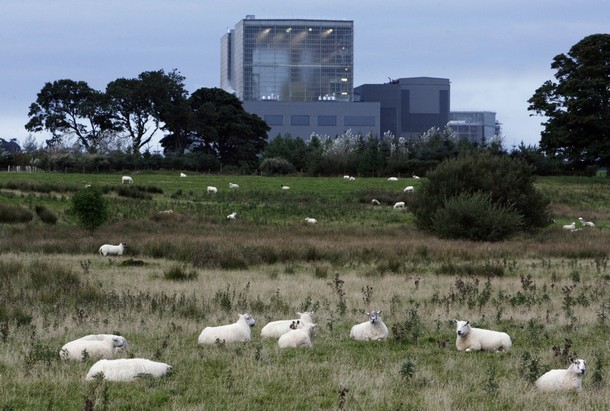
B原発の建屋

B原発は1976年から運転されている。現在はEDFエナジーが運転を行っており、出力は1,000MW。2023年までの運転が計画されている。

### 経緯
B原発はThe Nuclear Power Group (TNPG)と呼ばれるコンソーシアムにより行われた。
TNPGは2基の改良型ガス冷却炉を供給し、タービンはパーソンズが製作した。建設は1968年に始まり、1976年2月6日に送電を開始した。
1977年12月3日、タイムズ紙は二次冷却系の改修作業中に海水が原子炉に侵入していたと報じた。二次冷却系では一次冷却材である二酸化炭素を循環させるガス循環装置のベアリングなどさまざまなものを冷却するために水が利用される。一次冷却系のシーリングから微量の二酸化炭素が漏れるため、放射能を帯びた二酸化炭素で汚染された冷却水を海水冷却プールに排出するためのバイパス管が導入されていた。原子炉の保守作業の際に一次冷却系の圧力が低下したことにより、海水がこのバイパス管を通じて原子炉まで逆流してきたのである。原子炉の余熱により海水が蒸発し、炉心のガス循環装置付近に塩が析出し。当時、原子炉は数年にわたって運転不可能になり、修理費用に1,400万ポンドかかるほか、電気料金が1-2％上昇すると見積もられた。レスターシャーのウェッツトンにあるNuclear Power Companyの流体研究所で広範なモデリング作業を行って塩の析出箇所を特定し、技術者が掃除機で塩を取り除いて原子炉は運用に復帰した。
2006年には他のAGRと同様にグラファイト製減速材ブロックに亀裂が生じ、構造的な問題が発生する懸念が提起された。当時はこの問題は見つかっていなかったが、2014年10月には同年8月から行われた定期検査の結果、減速材ブロックに亀裂が発見された。EDFエナジーは、経年により減速材に亀裂が生じることは予想の範囲内であり、原子炉の安全には影響ないと発表した。
2016年10月には炉心のグラファイト製減速材の安定性の懸念に対して、多関節型制御棒を追設することが発表された。 原子力規制局 (ONR) は、グラファイト製減速材の固定用キー溝が多数破損していると、地震のような異常事象によりグラファイト製減速材ブロックがずれ、通常の一体型制御棒が挿入できない恐れがあることを懸念していた。制御棒を多関節化することで、多少ブロックの位置がずれても炉心に挿入可能になると考えられた。
2018年には予想より早く亀裂が生じた減速材ブロックが見つかったことから安全性の検証が行われている。
もともとは2基合計の電気出力は1,215 MWであったが、2007年に最大出力の70%にあたる850MWeほどに出力を制限することとなった。定期検査中に行われた検討により、2011年始めには3号炉は最大出力の82%程度となる540MWe、4号炉は73%程度となる480MWeで運転することになり、合計電気出力は1,020MWe程度となっている。所内電源として90MWeを消費するため、正味出力は930MWe程度である。これでもおおよそ100万世帯を超える電力需要をまかなうことができる。
B原発はもともと2011年まで運転する予定であったが、2007年に5年延長して2016年まで運用することが計画され、2012年12月にはEDFは技術的にも経済的にも2023年までの運転が可能であると発表している。

## 註
1. 1 2 3  Hunterston B, EDF Energy
2. ↑  UK Consortia[リンク切れ] NEI Magazine, August 2009
3. 1 2 3 4  Nuclear Power Plants in the UK - Scotland and Wales
4. ↑  Magnox North: site history
5. ↑  Wearne S H & Bird R H (2009年). “UK Experience of Consortia Engineering for Nuclear Power Stations, School of Mechanical, Aerospace & Civil Engineering, Dalton Nuclear Institute, University of Manchester.”. 2013年3月12日閲覧。[リンク切れ]
6. ↑  The Times, Saturday, Dec 03, 1977; pg. 1; Issue 60177; col D
7. ↑  Large and Associates. Brief Review of the Documents Relating to the Graphite Moderator Cores at Hinkley Point B and Other Advanced Gas-Cooled Reactors, R3154 5 July 2006 Archived 2006年11月14日, at the Wayback Machine.
8. ↑  “Cracks found at Hunterston nuclear power station”. BBC News. (2014年10月6日)
9. ↑  “Nuclear reactor cracks 'challenge safety case'”. BBC News. (2016年10月31日) 2016年10月31日閲覧。
10. ↑  “New cracks delay restart of Hunterston B reactor”. World Nuclear News.  World Nuclear Agency (2018年5月3日). 2018年12月22日閲覧。
11. ↑  “Hunterston B restarts delayed by several weeks”. World Nuclear News.  World Nuclear Agency (2018年12月21日). 2018年12月22日閲覧。
12. ↑  Scotland's Hunterston B to work until 2016, UPI, 11 December 2007
13. ↑  “Hunterston B nuclear power plant will run until 2023”. (2012年12月4日)